# Merades
Merades és un llogaret despoblat del municipi de Godall, al sud de Catalunya a la comarca catalana del Montsià.

## Descripció
Aquest despoblat està situat al cim d'un turó d'una altitud de 187 m sobre el nivell del mar, al vessant occidental de la Serra de Godall. Es troba a la vora de la carretera TV-3313 entre Godall i Ulldecona. A mà esquerra hi ha la masia de Merades, formada per un conjunt d'edificis de caràcter rural (casa, corrals, baconera, paridores, forn de pa, etc.) aixecats damunt la roca mare i construïts amb pedres sense llaurar i morter, amb teulades a doble vessant, llindes de fusta a les portes i bigues, també de fusta, al sostre.
La part posterior de la casa és la que es veu des de la carretera, i davant la façana hi ha els camps de cultiu ocupats per cirerers barrejats amb ametllers, cultiu de cereal i d'oliveres i altra vegetació dispersa, com figueres, arbustos i plantes de tipus desèrtic (coscoll, margalló).
Des de la part posterior de la casa es veu amb gran claredat la plana de Vinaròs. Es tracta d'un conjunt d'edificis bastant important quant a nombre de dependències que tenia dedicades a la cria d'animals, així com per les dimensions del mas, amb planta baixa i probablement dos pisos.

## Història
Merades es troba actualment deshabitat i amb moltes cases en ruïnes. Madoz el 1847, menciona Merades com a poble destruït, però el 1860 hi havia tres cases habitades.
L'últim edifici habitat del conjunt fou el Mas de Merades, masia abandonada gran situada a l'extrem sud-oest de l'antic poble. Les cases de l'extrem nord del lloc són les que es troben en un estat més ruïnós. El 1991 es troba en estat total de ruïna, només es conserva el forn.

## Galeria

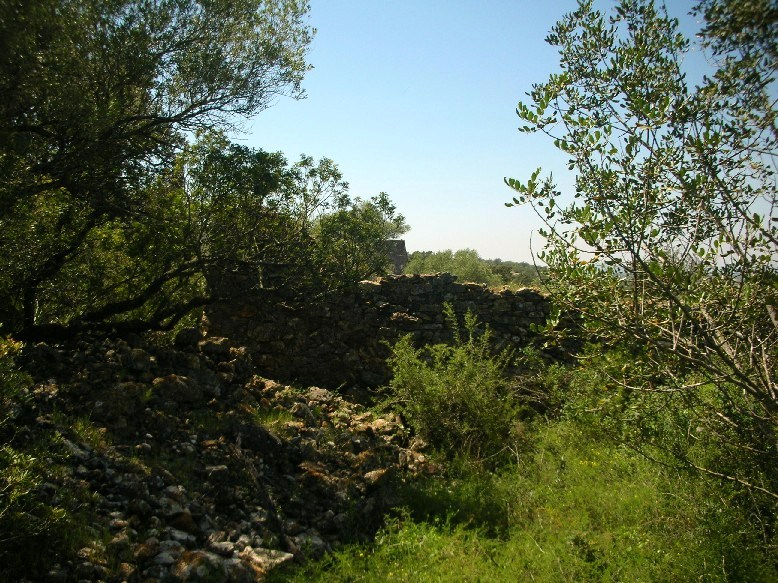
Merades, vist del conjunt de ruïnes des del vessant sud-oest. Al fons el Mas de Merades
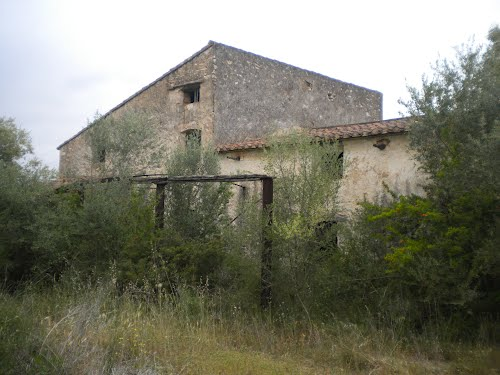
Mas de Merades
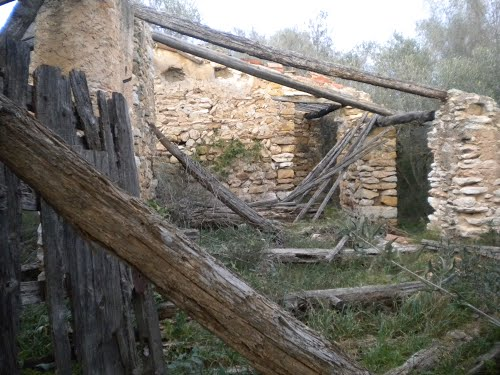
Ruïnes d'una de les edificacions de Merades